# 1537
1537 (MDXXXVII) je bilo navadno leto, ki se je po julijanskem koledarju začelo na ponedeljek.

## Dogodki
- Kristijan III. Norveški postane norveški kralj.

## Rojstva
- 20. maj - Girolamo Fabrici - Hieronymous Fabricius ab Aquapendente, italijanski zdravnik, anatom in embriolog († 1619)
- 20. december - Ivan III. Švedski († 1592)